# Festspielhaus Baden-Baden

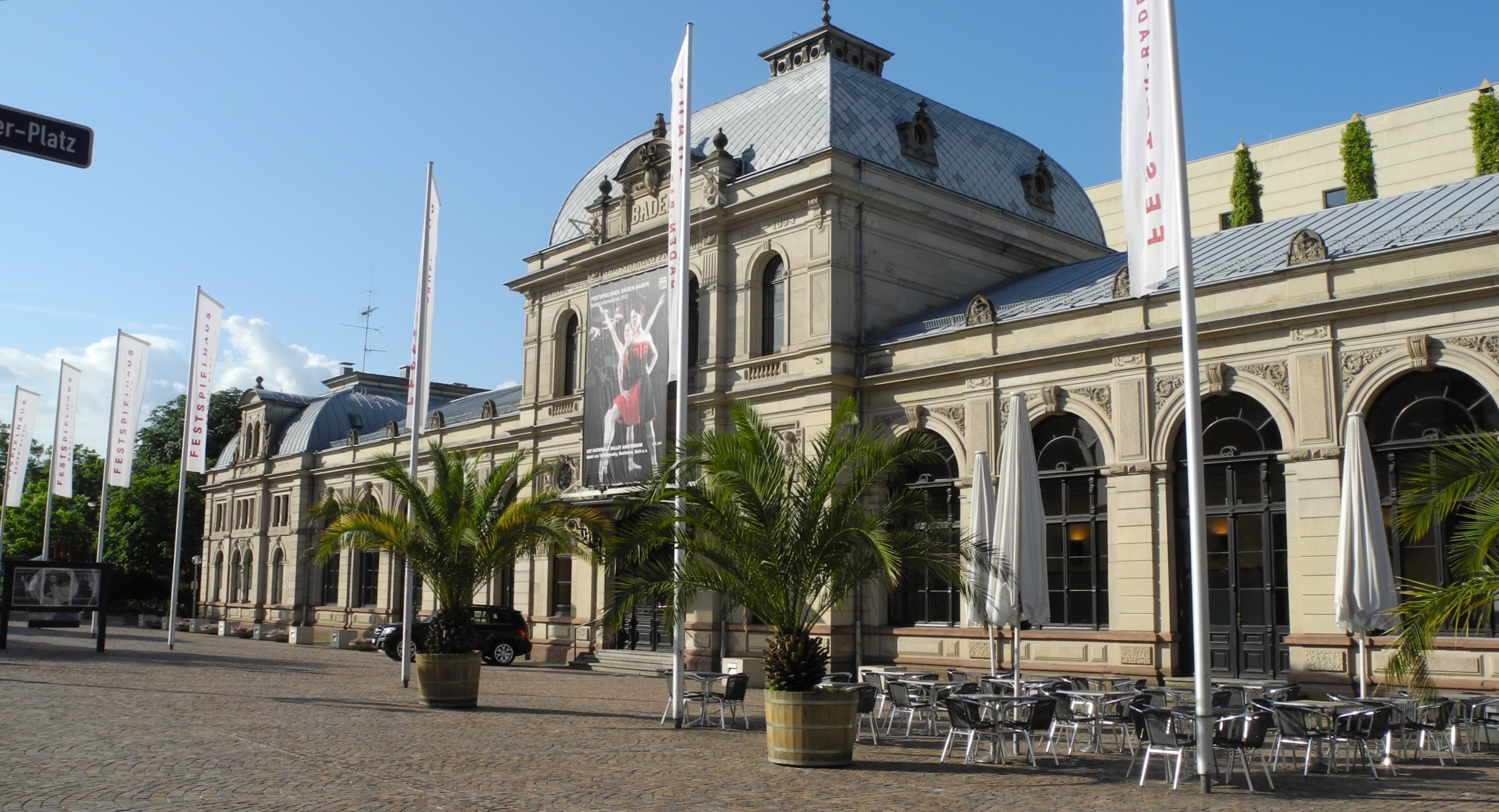
Uma antiga estação ferroviária, em estilo neo-renascentista com elementos barrocos, serve de entrada ao novo edifício da Festspielhaus.

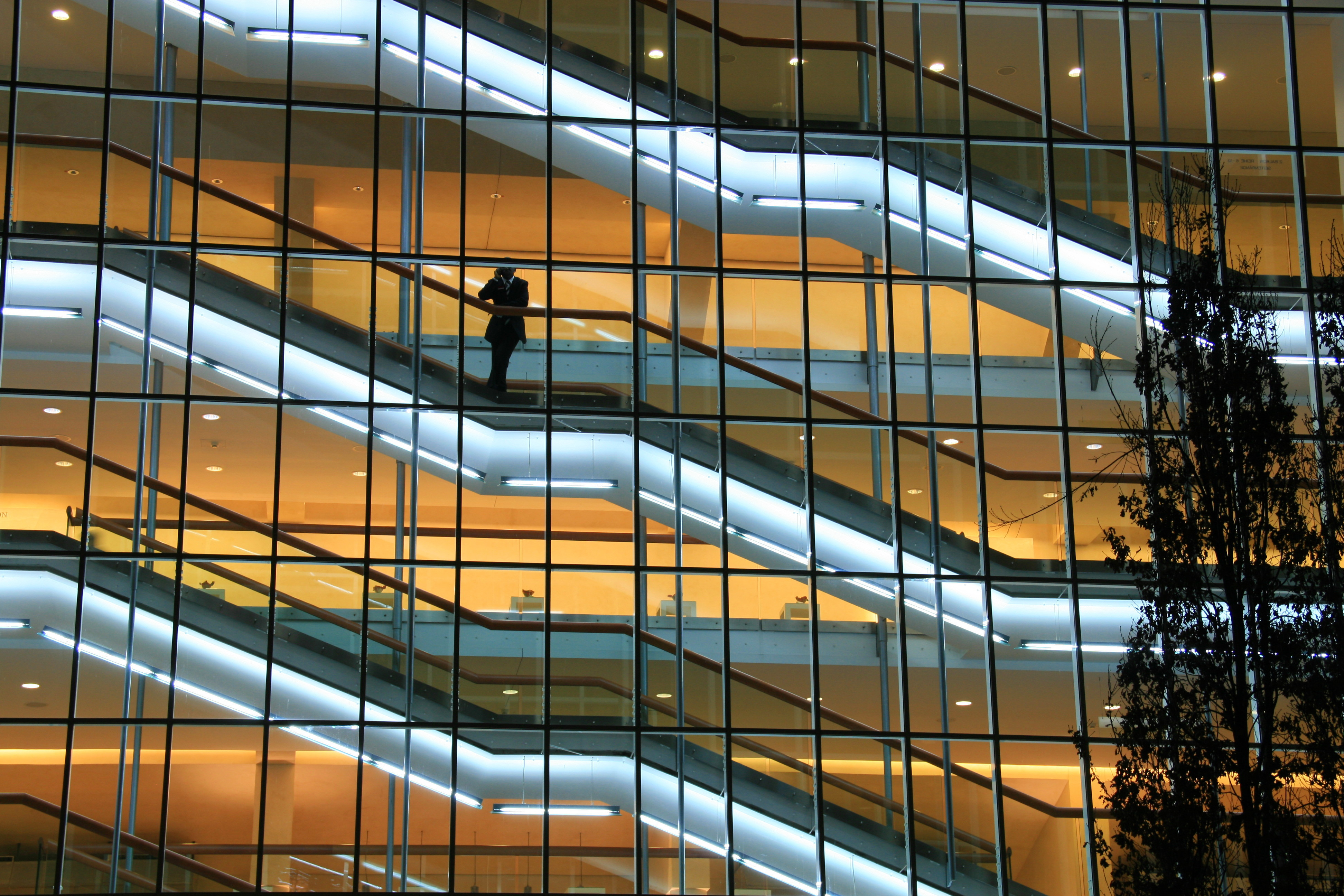
As escadas para o auditório.

O Festspielhaus Baden-Baden é a maior sala de ópera e concertos da Alemanha, com capacidade para 2.500 lugares. 
O edifício original, construído em 1904, era a estação ferroviária central de Baden-Baden, que substituiu a antiga estação ferroviária, de 1845, que fazia parte do ramal que ligava a estação principal de Baden-Baden, na periferia, com o centro da cidade. O edifício funcionou como estação ferroviária durante várias décadas, até ao encerramento do ramal, em 1977. 
O edifício da nova sala de espetáculos, inaugurado em 18 de abril de 1998, foi integrado arquitetonicamente na antiga estação ferroviária, onde hoje funcionam as bilheteiras, o restaurante "Aida" e o "Children's Music World Toccarion", da Fundação Sigmund Kiener. O novo edifício tem a assinatura do arquiteto vienense Wilhelm Holzbauer. Depois do investimento público inicial, o Festspielhaus tornou-se na primeira instituição europeia do género a funcionar com financiamento exclusivamente privado, tal como originalmente planeado. 
Em março de 2000, a exploração deste complexo cultural foi entregue à Fundação Cultural Festspielhaus Baden-Baden, uma entidade privada sem fins lucrativos. Andreas Mölich-Zebhauser é o diretor-geral e diretor artístico da instituição desde julho de 1998. 
Um conjunto de aproximadamente 2000 patrocinadores privados, onde se incluem os “Amigos da Festspielhaus”, que conta com 1500 membros, apoia a programação anual da Festspielhaus, num valor de cerca de oito milhões de euros. Os restantes dois terços do orçamento de aproximadamente 20 milhões de euros são financiados pelas vendas de bilhetes, pelo restaurante e pelos direitos de autor dos espetáculos encenados. 
A taa média de ocupação dos concertos, óperas e balés é de aproximadamente 85% (dados de 2013). O Festspielhaus Baden-Baden também dispõe de uma agência turística e organiza viagens culturais a Baden-Baden. Num estudo realizado pela Universidade de St. Gallen em 2008, concluiu-se que a Festspielhaus Baden-Baden gerou rendimentos anuais adicionais de cerca de 45 milhões de euros, beneficiando a cidade e a região circundante.[1] 

## Programa
A temporada da Festspielhaus Baden-Baden começa em setembro e vai até o final de julho do ano seguinte.  
O Festival de Outono oferece um programa variado, que inclui ópera em versão concerto e recitais com músicos proeminentes. Diversas companhias de balé famosas, incluindo o Hamburg Ballet-John Neumeier e o Mariinsky Ballet St. Petersburg, apresentam-se em Baden-Baden como convidados, para além de outras companhias de dança moderna de todo o mundo. Inúmeros concertos com músicos destacado, de música clássica, jazz  e musicais, completam o programa. Desde 2008, o Festspielhaus Baden-Baden dispõe de um extenso programa infantil e juvenil, que inclui concertos, óperas, master classrooms e workshops com interpretes prestigiados. 
Em todas as temporadas, a Festspielhaus convida cerca de 3000 alunos de escolas para eventos no âmbito do projeto escolar “Columbus, Descobrir a Música Clássica” (financiado pela Grenke AG). O "Children's Music World Toccarion", da Sigmund Kiener Stiftung (desde 2013), está sediado na Festspielhaus Baden-Baden e funciona durante todo o ano (www.toccarion.de). 
Grandes produções de ópera que ocorreram no Festspielhaus Baden-Baden: 
- La Traviata (Valery Gergiev, maestro / Philippe Arlaud, diretor, 2001),
- O Rapto do Seralho (Die Entführung aus dem Serail), (Marc Minkowski, maestro / Macha Makaieff e Jérôme Deschamps, diretores, 2003),
- Der Ring des Nibelungen (Valery Gergiev, maestro e conceito / George Tsypin, cenografia, 2003/2004),
- Rigoletto (Thomas Hengelbrock, maestro / Philippe Arlaud, diretor, 2004)
- Parsifal (Kent Nagano, maestro / Nikolaus Lehnhoff, diretor, 2004)
- A Flauta Mágica (Claudio Abbado, maestro / Daniele Abbado, diretor, 2005)
- Lohengrin (Kent Nagano, maestro / Nikolaus Lehnhoff, diretor, 2006)
- Falstaff (Thomas Hengelbrock, maestro / Philippe Arlaud, diretor, 2007)
- Tosca (Eivind Gullberg Jensen, maestro / Nikolaus Lehnhoff, diretor, 2007)
- Fidelio (Claudio Abbado, maestro / Chris Kraus, diretor, 2008)
- Tannhäuser (Philippe Jordan, maestro / Nikolaus Lehnhoff, diretor, 2008)
- Der Rosenkavalier (Christian Thielemann, maestro / Herbert Wernicke, diretor, 2009)
- Der Freischütz (Thomas Hengelbrock, maestro / Robert Wilson, diretor, 2009)
- Elektra (Christian Thielemann, maestro / Herbert Wernicke, diretor, 2010)
- Ariadne auf Naxos (Christian Thielemann, maestro / Philipp Arlaud, diretor, 2012)
- L'Elisir d'Amore (O Elixir do Amor), (Pablo Heras-Casado, maestro / Rolando Villazón, diretor, 2012)
- A Flauta Mágica (Simon Rattle, maestro / Robert Carsen, diretor, 2013)
- Don Giovanni (Thomas Hengelbrock, maestro / Philipp Himmelmann, diretor, 2013)
- Manon Lescaut (Simon Rattle, maestro / Richard Eyre, diretor, 2014)

A Orquestra Filarmónica de Berlim, a Orquestra Filarmónica de Viena, a Orquestra Estadual Saxónica de Dresden, a Orquestra Sinfónica de Bamberg, o Concertgebouw Orkest Amsterdam, o Balthasar Neumann Ensemble e as principais orquestras dos EUA, Grã-Bretanha e Itália atuam regularmente no Festspielhaus. As produções de ópera de Baden-Baden são desenvolvidas em parte como coproduções, com outras instituições, entre as quais se incluem a Ópera Metropolitana de Nova Iorque [Iolanta (2015), Manon Lescaut (2016), Tristan und Isolde (2017)] e a Ópera da Bastillha, de Paris [A flauta mágica 2014/2015)]. 
Um grande número de produções da Festspielhaus Baden-Baden foi lançado em DVD e Blu-ray. Entre elas estão as óperas Lohengrin, Tannhäuser, Parsifal, Der Rosenkavalier, Ariadne auf Naxos, L'elisir d'Amore, e os balés Death in Venice (John Neumeier), St. Matthew Passion (John Neumeier) e Sacre (Aterballetto). Entre os CD de produções da Festspielhaus contam-se gravações com Edita Gruberova (Norma) e Rolando Villazón (ciclo de ópera de Mozart na Deutsche Grammophon). A Festspielhaus Baden-Baden colabora com Südwestrundfunk (SWR) e a estação de televisão "arte" para a gravação e divulgação das suas produções. 